# Chisum
Chisum è un film del 1970 diretto da Andrew V. McLaglen. La pellicola è ispirata a una storia realmente accaduta e conosciuta come la Guerra della contea di Lincoln. Il protagonista che dà il titolo al film è anch'esso realmente esistito: si chiamava John Chisum, e la sua biografia si trova nel libro Lincoln County Cattle War di Andrew J. Fenady.

## Trama
Nuovo Messico: John Chisum è il maggiore allevatore e proprietario terriero dello stato, dato che controlla il corso del fiume Pecos; personaggio nostalgico e tutto d'un pezzo, incarna il cavaliere solitario della frontiera, mai sposatosi e giunto in quelle terre quando esse erano abitate solo da indiani ed avventurieri. Assieme all'amico Henry Tunstall, proprietario ed allevatore di origini inglesi, cerca di opporsi allo strapotere del ricco Lawrence Murphy, che grazie ai suoi capitali sta prendendo il controllo della contea di Lincoln, cacciandone i piccoli proprietari e commercianti e mettendo a libro paga lo sceriffo, per installare un impero economico.
Nonostante le iniziali scaramucce, quali piccole razzìe di bestiame ordinate da Murphy ai danni dei nemici, e l'apertura d'un emporio e d'una banca concorrenti da parte di Chisum e Tunstall, la vita scorre tranquilla nella cittadina di Lincoln; ed uno dei mandriani di Tunstall, William Bonney detto "Billy the Kid", da lui accolto per carità cristiana al fine di poterlo redimere, cerca faticosamente di rifarsi una vita onesta, iniziando tra l'altro una platonica relazione con la nipote di Chisum. Intanto, si unisce ai mandriani di quest'ultimo uno straniero appena arrivato, Pat Garrett; così come fa il giovane avvocato di Murphy, McSween, disgustato dai metodi del suo principale, e diventa direttore delle attività commerciali di Chisum.
Ma la situazione degenera: Tunstall, accusato ingiustamente di abigeato, viene assassinato da due vicesceriffi prezzolati da Murphy mentre si stava recando dal governatore del territorio per illustrargli la situazione. Billy the Kid decide, in seguito a questo fatto, di vendicare il suo defunto padrone, e così assassina sia i due vice che lo sceriffo, per poi darsi alla macchia seguìto da alcuni dei mandriani più giovani. Murphy approfitta di questi fatti per prendere il controllo di Lincoln grazie ad una banda di fuorilegge, e all'elezione a nuovo sceriffo di un famigerato cacciatore di taglie. Si arriva dunque alla resa dei conti: gli uomini di Murphy intrappolano Billy nell'emporio di Chisum, e lo cingono d'assedio, uccidendo McSween; venuto a saperlo, Chisum corre con i suoi uomini in città e, con la spettacolare carica di una mandria di vacche, travolge le barricate che dovevano impedirne l'arrivo. Nella battaglia che ne segue, la banda al soldo di Murphy viene dispersa e Murphy stesso viene ucciso da Chisum dopo un duello a suon di pugni; lo sceriffo-bounty killer si dà alla fuga, ma all'inseguimento si getta Billy Bonney, che fa così la sua scelta di tornare per sempre alla vita da ricercato.
La cittadina di Lincoln torna definitivamente alla pace, dopo che viene nominato nuovo governatore del Territorio del Nuovo Messico il generale Lew Wallace. Pat Garrett diventa il nuovo sceriffo e sposa la nipote di Chisum; mentre quest'ultimo non può che tornare a contemplare malinconicamente i tempi che furono.

## Produzione
Il film fu girato tra il 6 ottobre e il dicembre 1969.
Le riprese avvennero presso il 20th Century Ranch a Calabasas (in California) e il Eaves Movie Ranch a Santa Fe (Nuovo Messico); quelle in campo aperto vennero realizzate a Rancho Marley, in Messico, dove girarono anche a Yecona, Huachinera, Bacerac (tutte nello stato di Sonora), Janos, Parral (nei pressi di Chihuahua), Durango, Rio Bavispe e Granados. Altre scene furono realizzate in Arizona presso Sonorita e San Pedro River.
Sebbene realizzato per la 20th Century Fox, la pellicola venne poi venduta alla Warner Bros.
Quando Chisum e Sally parlano sotto il portico, Chisum apre un orologio da tasca per vedere che ore sono e Sally osserva che l'immagine di un uomo e di una donna nella copertina dell'orologio sono i suoi genitori. L'uomo nella fotografia è in realtà il produttore del film Andrew J. Fenady, e la donna nella fotografia è in realtà l'attrice Lee Meriwether, che era apparsa con John Wayne nel film I due invincibili (1969), sempre diretto da Andrew V. McLaglen.
Nel film, famosa è la frase "Non c'è legge oltre Dodge City, così come non c'è Dio oltre il rio Pecos".

## Distribuzione
La prima del film avvenne il 24 giugno 1970 a Dallas, in Texas, dove era originario il vero Chisum; venne quindi distribuito nelle sale cinematografiche statunitensi il 29 luglio successivo.
In Italia venne distribuito al cinema nell'ottobre 1970.